# کستل‌نواته
کستل‌نواته (به ایتالیایی: Castelnovate) روستایی در غرب کلانشهر گالاراته ایتالیا قرار گرفته و محصور در پیچ رودخانه تیچینو است . پیست اتومبیل‌رانی پیرلی و پلاژ برهنگی کستل‌نواته در جنوب روستا قرار گرفته است .بهترین راه دسترسی کستل‌نواته فرودگاه میلانو مالپنسا است . 